# حمض إيميني

مثال على حمض إيميني في مركب 1-بيرولين-5-حمض الكربوكسيليك.

الحمض الإيميني (ملاحظة 1) هو أي جزيء يحوي في بنيته على مجموعتي إيمين (C=NH<) وكربوكسيل (C(=O)-OH-). هناك تشابه من حيث البنية مع الأحماض الأمينية، إلا أن الأخيرة تحوي على مجموعة أمين.
يكون الإنزيم أكسيداز الأحماض الأمينية-D قادراً على تحويل الأحماض الأمينية إلى أحماض إيمينية. بالمقابل يكون الحمض الإيميني مركباً طليعياً (المركب السابق) في الاصطناع الحيوي للبرولين.